# Clavulicium globosum
Clavulicium globosum är en svampart som beskrevs av Hjortstam & Ryvarden 2005. Clavulicium globosum ingår i släktet Clavulicium och familjen Clavulinaceae.   Inga underarter finns listade i Catalogue of Life.